# Ullal
|  | Aquest article tracta sobre la dent d'alguns mamífers. Vegeu-ne altres significats a «Ullal (Harry Potter)». |

Un ullal, dent canina o clau és una dent extremadament llarga de certs mamífers que sobresurt quan la boca és tancada. Usats per a defensar-se més que per a atacar, els ullals, que una vegada van ser dents normals, s'han desenvolupat amb l'ús i han esdevingut un senyal d'identitat per als animals que els posseeixen.

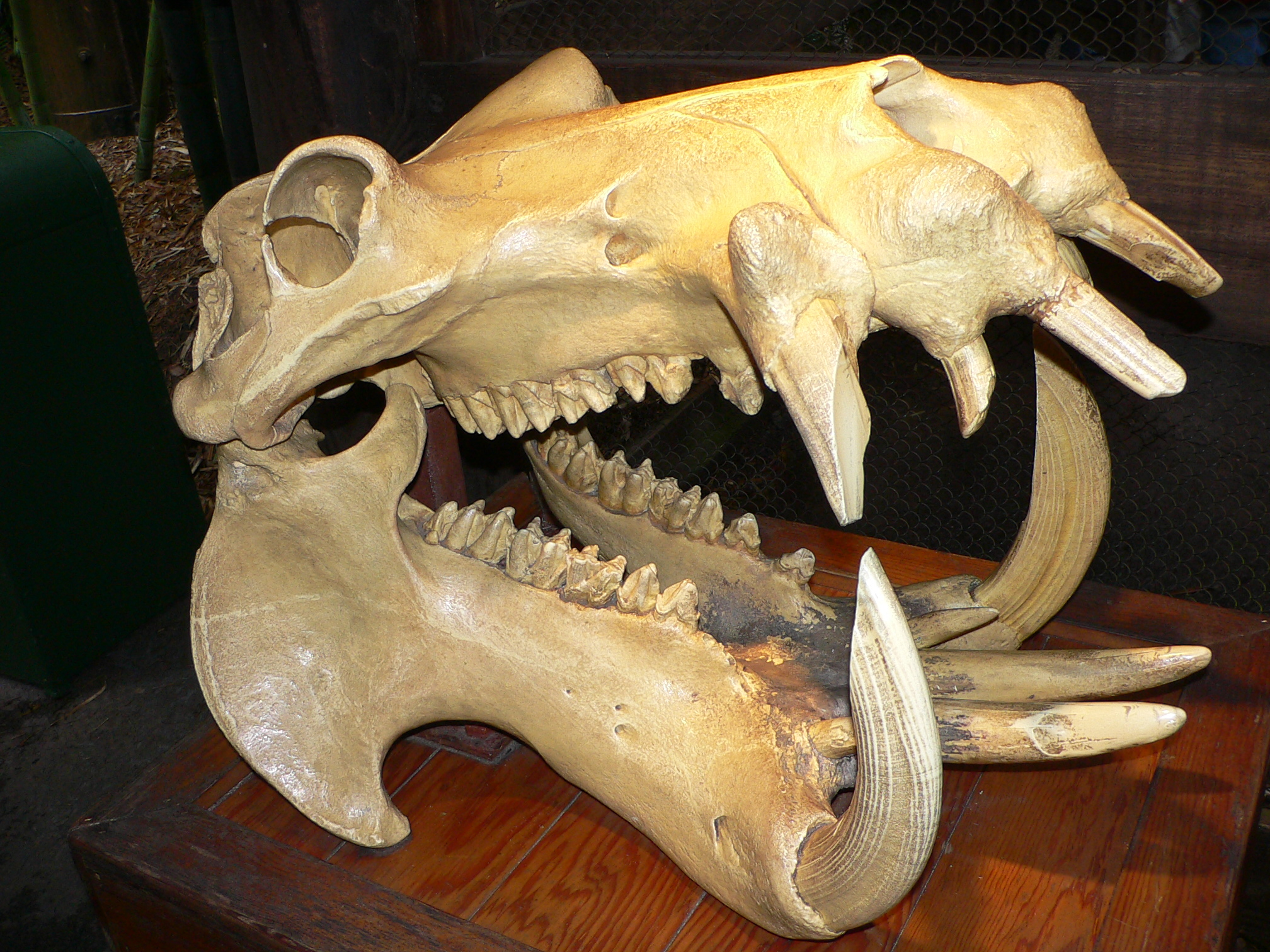
Crani d'un hipopòtam, al qual s'hi aprecien els grans ullals.

Alguns exemples de mamífers vivents amb ullals són l'elefant, el senglar, l'hipopòtam, la morsa i el narval, i entre els mamífers extints es troben el mamut i el tigre de dents de sabre.
Les dents que amb el temps s'han convertit en ullals no són les mateixes en totes les espècies d'animals: en l'elefant es tracta de dues incisives superiors, en el senglar són els canins inferiors, que són més desenvolupades en els mascles adults, en l'hipopòtam, finalment, són els canins superiors.
Els ullals s'empren per a produir ivori, que s'usa en decoració i en joieria, i antigament s'utilitzaven també per a elaborar altres articles, com tecles de piano. Ja que els animals amb ullals estan en perill d'extinció (especialment l'elefant africà), el comerç amb l'ivori està molt restringit per la Convenció pel Comerç Internacional d'Espècies Amenaçades de Fauna i Flora Silvestres (CITES) de les Nacions Unides. Es desconeix si aquesta prohibició s'aixecarà algun dia.